# Sonata Arctica
I Sonata Arctica sono un gruppo musicale power metal finlandese fondato nel 1995 a Kemi.

## Storia del gruppo

### Gli esordi: dai Tricky Beans ai Sonata Arctica (1997)

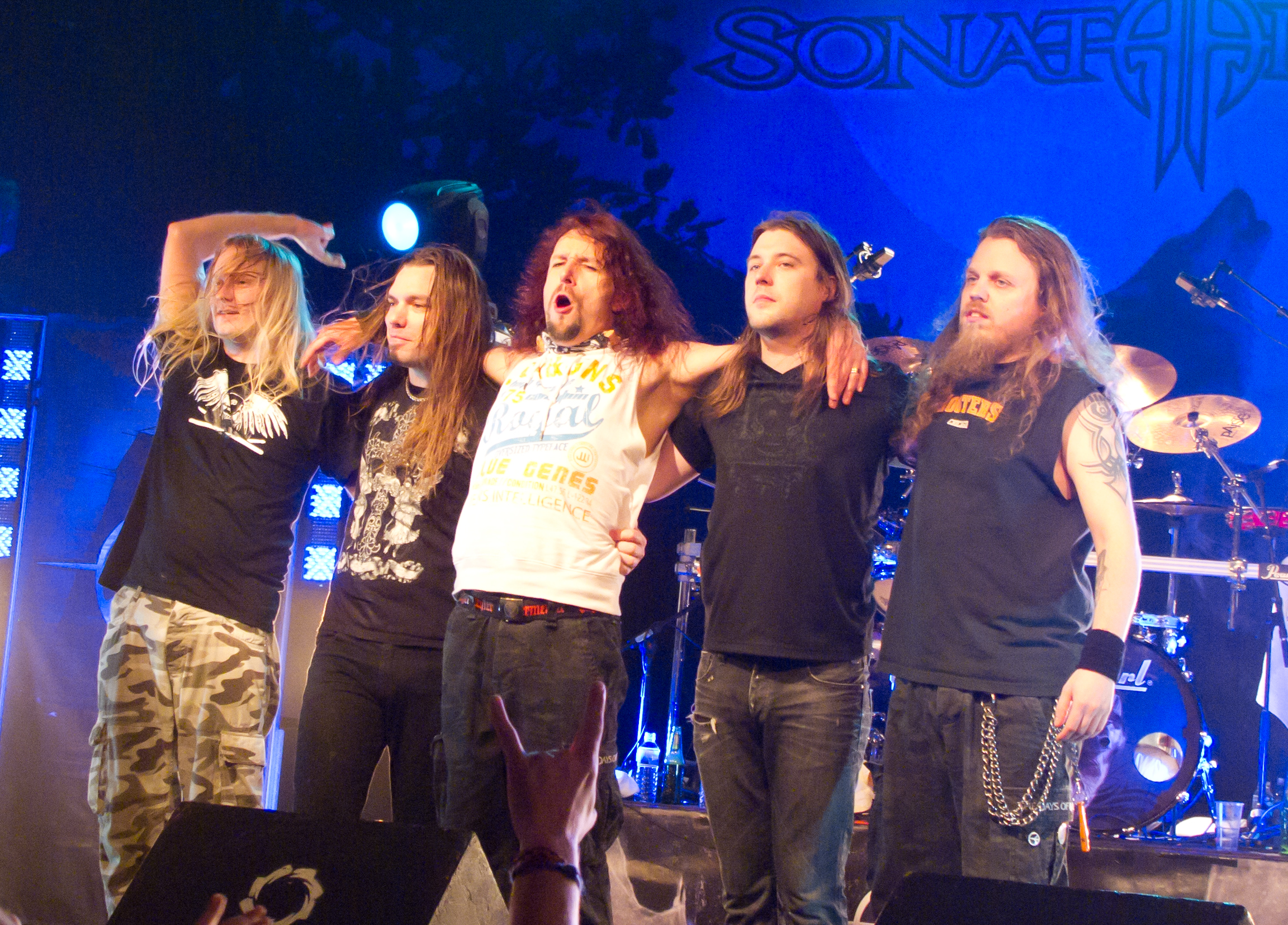
I Sonata Arctica dopo un concerto nel 2011

Fondata col nome di Tricky Beans negli ultimi mesi del 1995 dai chitarristi Marko Paasikoski e Jani Liimatainen e il batterista Tommy Portimo, mentre nei primi mesi del 1996 vi si aggiunsero anche Tony Kakko alle tastiere e Pentti Peura come bassista. Con questo nome cominciando a suonare Hard rock in alcuni festival locali, il gruppo pubblica tre demo: Friend 'till The End e Agre Pamppers nel 1996, e PeaceMaker nel 1997, anno in cui modificarono il nome della band in Tricky Means. Nel 1999 Marko lasciò il gruppo, e la band si spostò dal suo genere originale, virando verso il metal sinfonico, ispirati dalla conterranea band Stratovarius, sviluppando uno stile che univa la voce tenorile di Kakko alle melodie di tastiera da lui stesso suonata, il basso elettrico di Janne Kivilahti (che sostituì il partente Pentti) e la chitarra di Liimatainen. Il gruppo cambia nome nel definitivo Sonata Arctica contemporaneamente all'uscita della loro quarta demo, FullMoon. Su consiglio di un amico, la demo venne spedita alla casa discografica metal finlandese Spinefarm, che rimase positivamente colpita e procurò loro il primo contratto.

### I primi album in studioEclipticaeSilence(1999-2002)

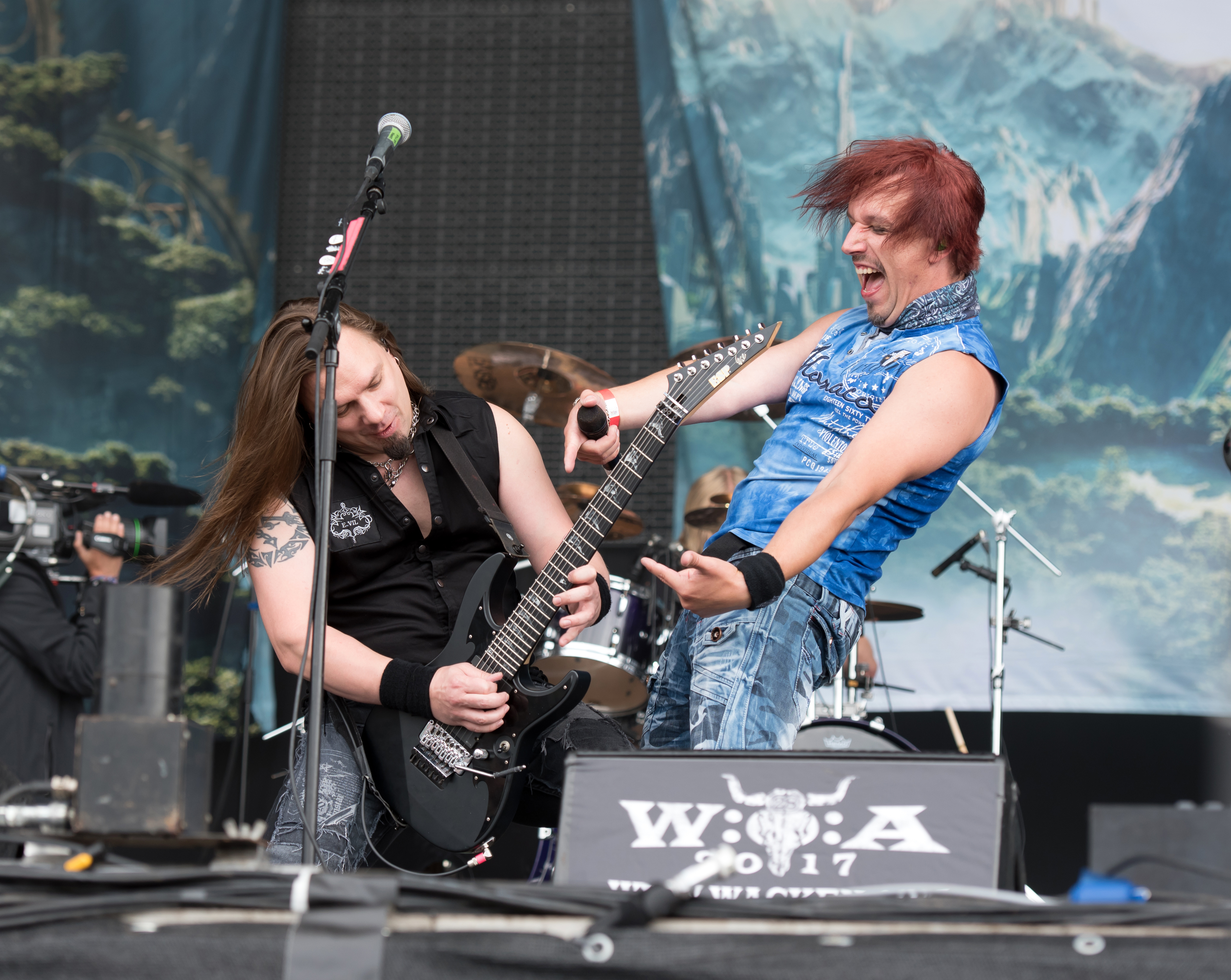
Elias Viljanen e Tony Kakko al Wacken Open Air 2017

Più tardi quell'anno i Sonata Arctica pubblicarono il primo singolo in Finlandia, UnOpened, entrando subito nella Top 20 di vendite nella settimana d'uscita, e procurò subito al gruppo un elevato interesse a svariate etichette in tutto il mondo per l'uscita del primo album, intitolato Ecliptica e pubblicato nell'autunno del 1999 e su scala globale, ottenendo buone recensioni. Dopo la pubblicazione, Kakko decide di focalizzarsi solo sul ruolo da cantante, lasciando perciò il posto a Mikko Härkin (già ex tastierista nei Kenziner). Nei primi mesi del 2000 la band viene scelta dai sopracitati Stratovarius come supporter band del loro tour europeo insieme agli italiani Rhapsody (che al tempo non avevano ancora aggiunto il suffisso -of Fire al nome). La fine del tour vede la partenza di Janne Kivilahti e il ritorno di Marko Paasikoski che ne eredita il posto al basso. I Sonata Arctica fecero uscire un mini-cd, Successor, con canzoni live dal tour ed alcune reinterpretazioni.
Nei dodici mesi tra l'inizio del 2000 e quella del 2001 la band lavora sulla composizione e la registrazione del nuovo album, Silence, pubblicato nel giugno 2001, preceduto del singolo Wolf & Raven e seguito da Last Drop Falls, inframezzandola a partecipazioni a numerosi concerti a supporto di gruppi e cantanti come Alice Cooper e Dio (guadagnandosi anche una candidatura come "best new-comer band" dall'associazione delle case discografiche finlandesi). In seguito cominciò un nuovo tour europeo (insieme ai Gamma Ray), con incursioni in Giappone, Brasile e Cile. Durante il tour giapponese venne registrato il loro primo album dal vivo, Songs of Silence, allo Shibuya di Tokyo. All'inizio del 2002, il tastierista Mikko Härkin decise di lasciare la band per motivi personali, lasciando il gruppo senza uno strumentista di ruolo.

### La formazione definitiva:Winterheart's Guild(2003)

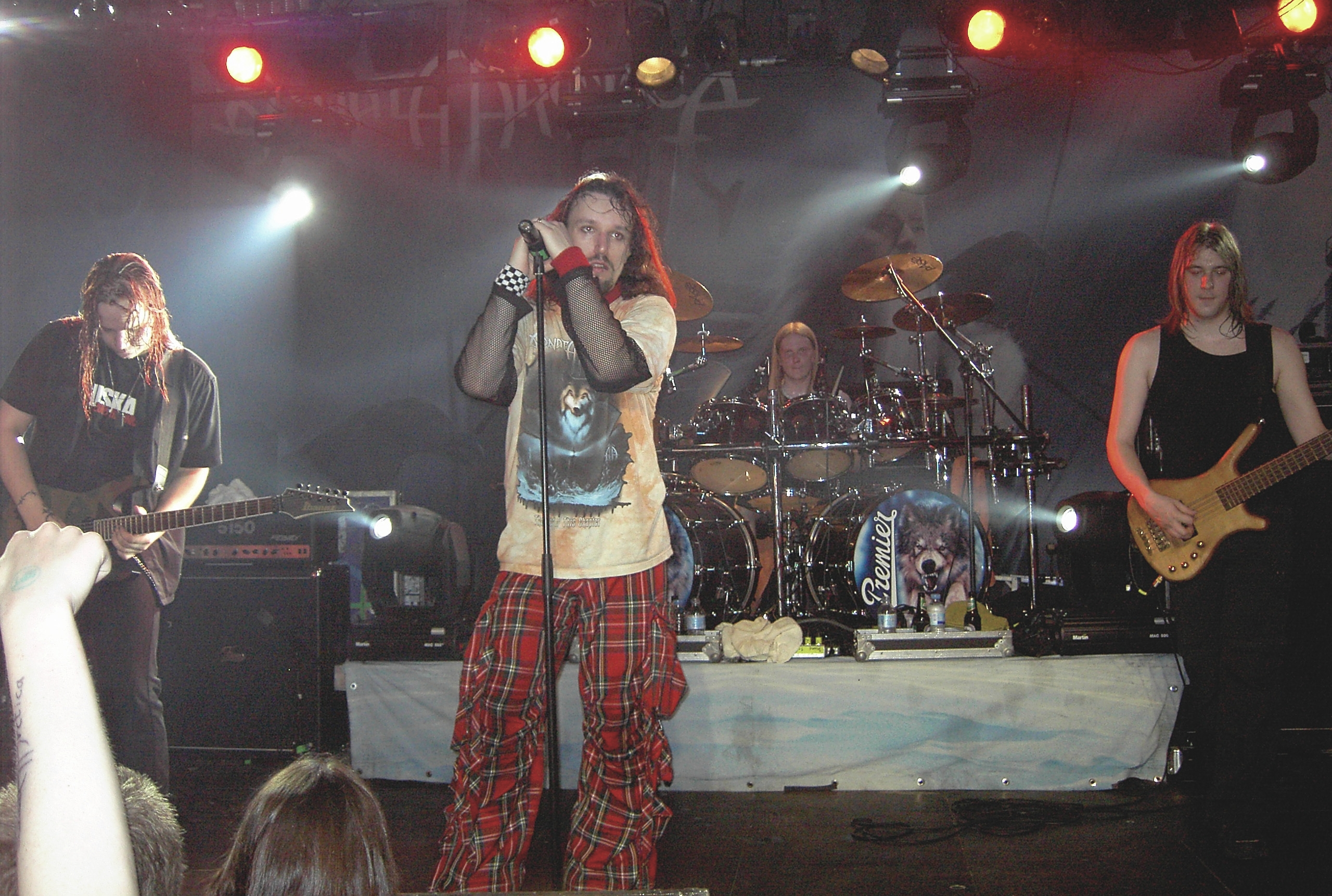
I Sonata Arctica in concerto nei Paesi Bassi nel 2006

Durante il periodo d'assenza del tastierista, nel 2003 la band pubblicò il terzo album in studio Winterheart's Guild. Le parti soliste per tastiera furono suonate da Jens Johansson degli Stratovarius mentre Kakko stesso registrò le parti ritmiche. Victoria's Secret fu il primo singolo dal nuovo album, rivelandosi un grande successo. Henrik Klingenberg, dopo un'audizione ed un test di personalità (una serata in birreria) atto a verificare se aveva la mentalità per la band, prese il posto di tastierista, in tempo per prendere parte al tour di promozione del nuovo album. Il 2003 vide l'uscita di un nuovo singolo, Broken (14 000 copie solo in Finlandia), e di un nuovo EP per il Giappone intitolato Takatalvi e modellato sul precedente Successor. Alla fine dell'anno il contratto della band con la Spinefarm si concluse, e dopo diverse offerte ricevute, la band accettò quella della Nuclear Blast, etichetta tedesca che aveva sotto contratto, tra gli altri, anche artisti del calibro degli Stratovarius, Nightwish e Rhapsody of Fire.

### Il successo:Reckoning Night(2004-2005)

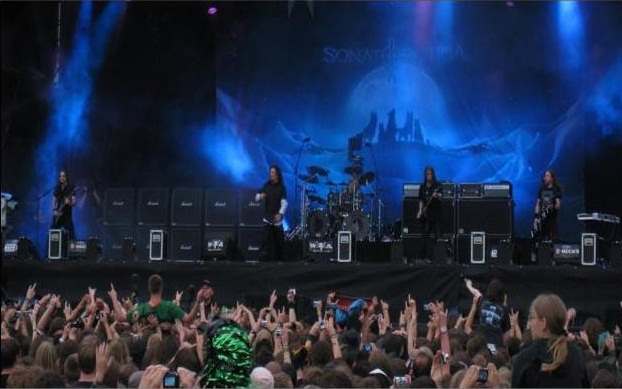
I Sonata Arctica al Wacken Open Air 2008

Nel 2004 i Sonata Arctica fecero da spalla agli Iron Maiden per il loro tour giapponese, e furono tra i candidati agli Emma gaala nella categoria "miglior album hard rock/metal" assieme a Children of Bodom, HIM e Kotiteollisuus (poi vincitori del premio con l'album Helvetistä itään). L'album Reckoning Night, registrato in tre mesi, venne pubblicato nell'ottobre dello stesso anno, ed aprì la strada per il tour europeo omonimo, assieme ai Nightwish. L'EP Don't Say a Word uscì in agosto e rimase nel top delle classifiche finlandesi per sei settimane. Dato il successo di quest'album, fu pubblicato un altro singolo, Shamandalie, che raggiunse il terzo posto in classifica in Finlandia.
Il 2005 si apre con la nuova candidatura agli Emma gaala.
Nella seconda metà del 2005 il gruppo viene invitato dai Nightwish a partecipare ad un nuovo tour (in seguito cancellato) che porta la band di Kakko a suonare in Canada e negli Stati Uniti.

### I live CD:For the Sake of Revenge, eThe End of This Chapter(2006)

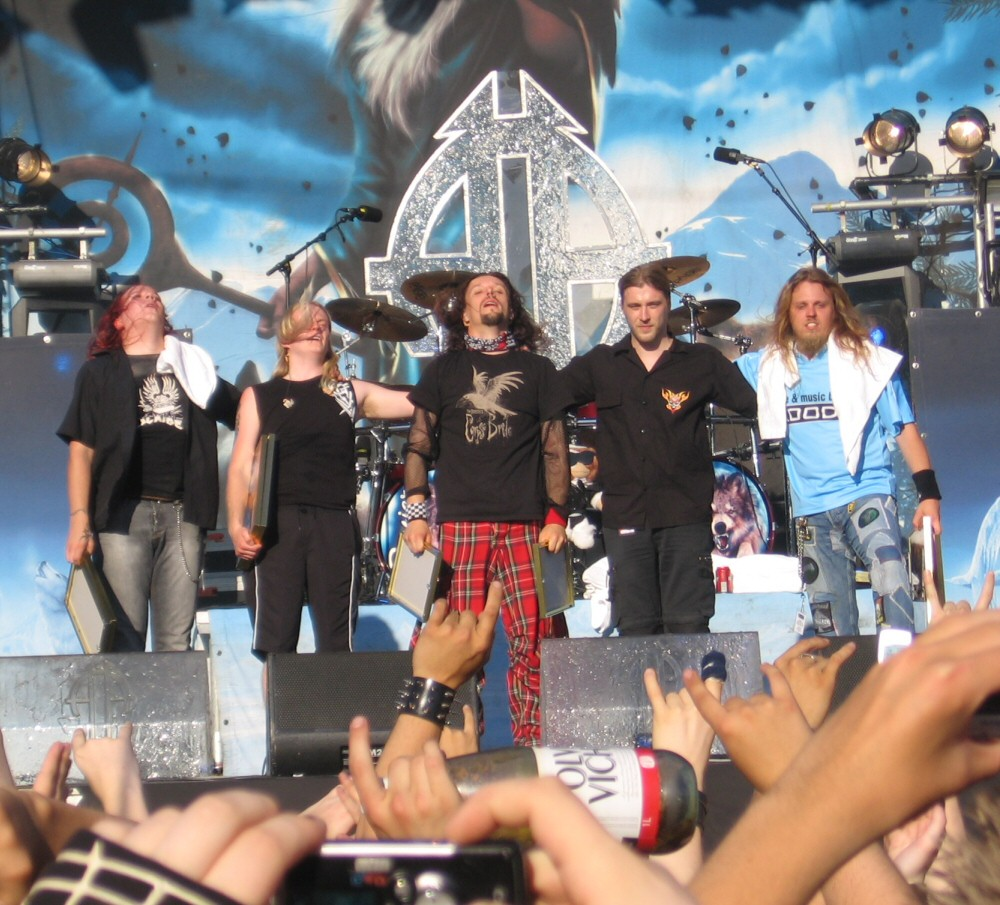
I Sonata Arctica al Tuska Open Air 2006

Il 2006 vede l'uscita di due raccolte, dalla Nuclear Blast For the Sake of Revenge con conseguente DVD, che vende oltre 5 000 copie in Finlandia e viene certificato disco d'oro, mentre la Spinefarm Record, per sfruttare fino all'ultimo i diritti della band che aveva appena cambiato etichetta, pubblica The End of This Chapter (uscito ad agosto 2005 in Giappone, e nel maggio dell'anno seguente in Europa). Nello stesso anno la band partecipa al Gods of Metal svoltosi a Milano.

### Sogni Finlandesi:Unia(2007-2008)

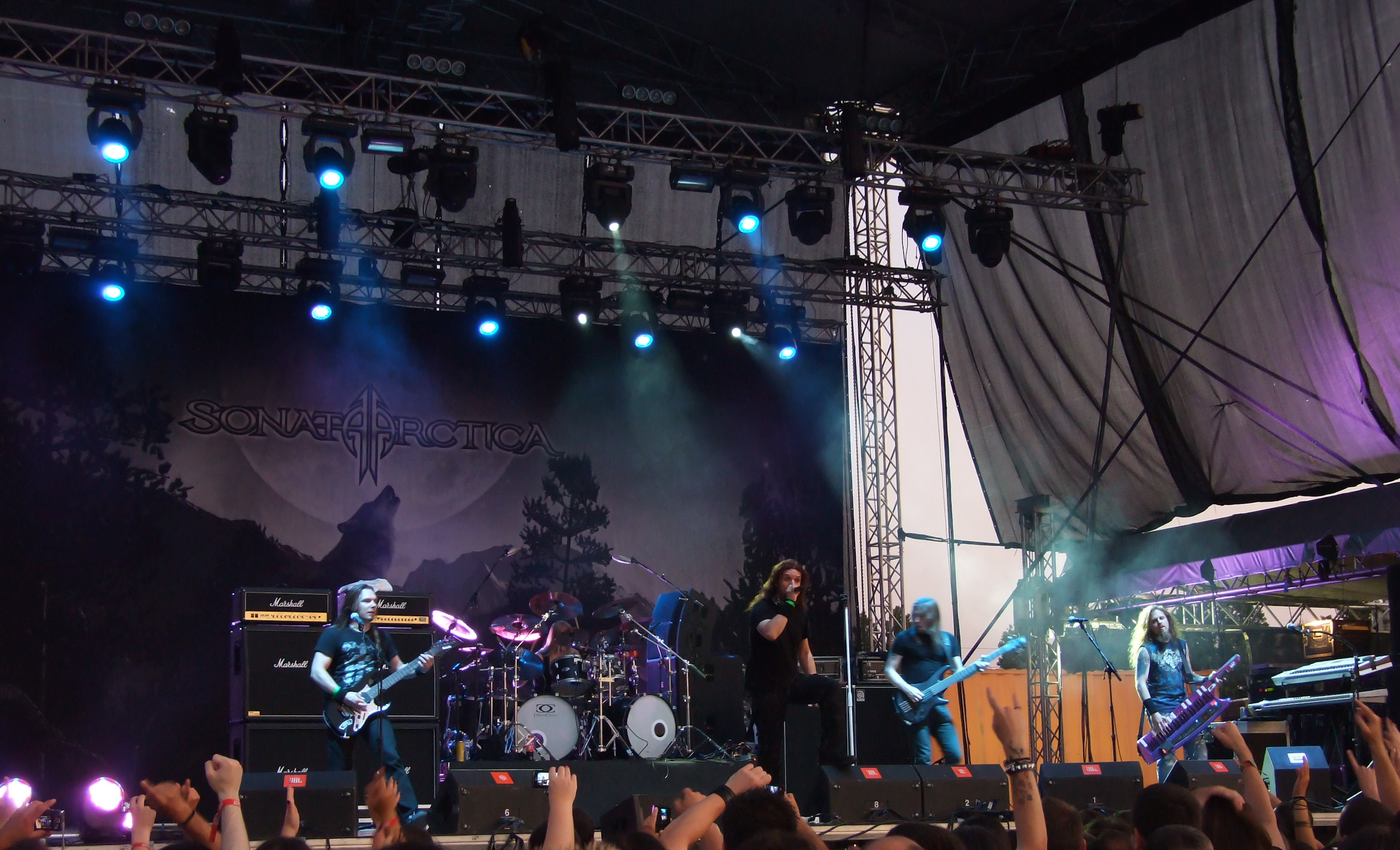
I Sonata Arctica al Kavarna Rock Fest 2011

Nel 2007 esce il singolo Paid in Full che arriva al primo posto delle classifiche finlandesi e precede di un mese l'album Unia ("sogni" in finlandese), album che arriva alla prima posizione delle classifiche finlandesi e ottiene un disco d'oro per le 15 000 copie vendute in Finlandia e che viene caratterizzato da un sound più vicino al progressive metal.
Sempre nello stesso anno il chitarrista Jani Liimatainen lascia temporaneamente la band per svolgere il servizio di leva obbligatoria, e viene sostituito da Elias Viljanen, che aveva già ricoperto questo ruolo occasionalmente nei tour finlandesi e giapponesi durante le stagioni precedenti. Successivamente Jani verrà invitato a lasciare definitivamente la band e sostituito da Elias tramite un comunicato ufficiale.
Nel 2008 partecipano al Graspop Metal Festival assieme ad artisti come Iron Maiden, Emperor e altri. Nello stesso anno partecipano all'Evolution Festival a Milano nella prima serata dell'evento svoltosi tra l'11 e il 12 luglio del 2008.
Ad ottobre vengono ristampati nel Regno Unito e in Finlandia i primi due album del gruppo, Ecliptica e Silence, con materiale bonus e note scritte dal cantante Tony Kakko.

### The Days of Grayse il nuovo DVDLive in Finland(2009-2011)

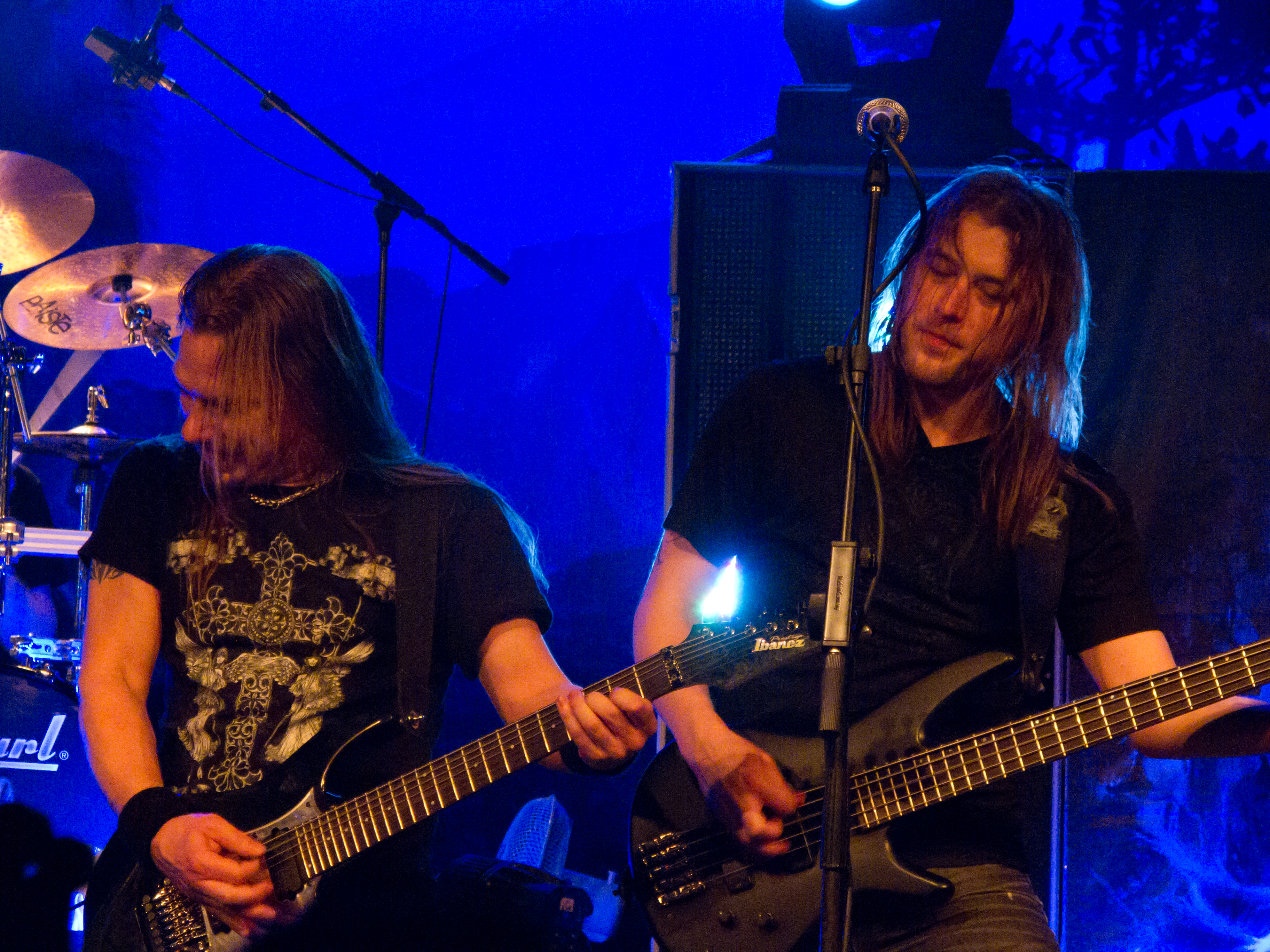
Elias Viljanen e l'ex-bassista Marko Paasikoski

Il nuovo album, The Days of Grays, è stato pubblicato il 16 settembre 2009 in Finlandia, il 18 settembre nel resto d'Europa e il 22 settembre in America settentrionale sotto l'etichetta Nuclear Blast. Il disco è stato anticipato dal singolo The Last Amazing Grays, in commercio dal 26 agosto 2009, accompagnato dal video dell'altro singolo Flag in the Ground. Successivamente i Sonata partono per un nuovo tour europeo, che però nella quarta metà del 2010 vede un brusco stop, causato da un infortunio alla mano per Elias, portando perciò al rinvio molte date, compresa quella italiana (che dal 30 settembre 2010 è stata spostata al 27 febbraio 2011) in cui si sono esibiti in un concerto esclusivo che avrebbe dovuto essere ripreso per la creazione del secondo live DVD della band, la quale però il 13 dicembre 2010 diramando un comunicato sul suo sito ufficiale ha fatto sapere d'esser stata costretta a modificare la data e il luogo di registrazione a causa dei costi esorbitanti che avrebbe comportato in Italia ottenere permessi per utilizzare effetti pirotecnici durante lo show. Il DVD Live in Finland, uscito l'11 novembre 2011, è stato dunque registrato nella data di Oulu (Finlandia) facente parte dello stesso tour. Nonostante ciò, l'esibizione è stata un grande successo, presentando, in quasi 120 minuti di spettacolo, in tutto diciotto brani (escludendo dal conto la intro, la outro, la parte strumentale ed il brano Vodka (hava nagila) con cui la band tradizionalmente chiude sempre i live), di cui sette provenienti da The Days of Grays e Unia, e il resto da altri brani di successo della band. Per farsi perdonare della mancata registrazione, a tre quarti dell'esibizione il gruppo ha regalato una inedita ed inaspettata sessione completamente acustica a tre chitarre, basso (Henrik) e cajón (Tommy), nella fattispecie eseguendo Mary-Lou, Shy e Letter to Dana, precedute da una reinterpretazione di Runaway, pezzo del 1961 di Del Shannon.
Durante l'esibizione Tony Kakko ha ribadito che la band sta lavorando ad un nuovo album che uscirà nel 2012.

### Stones Grow Her Namee il ritorno alle origini conPariah's Child(2012-2014)

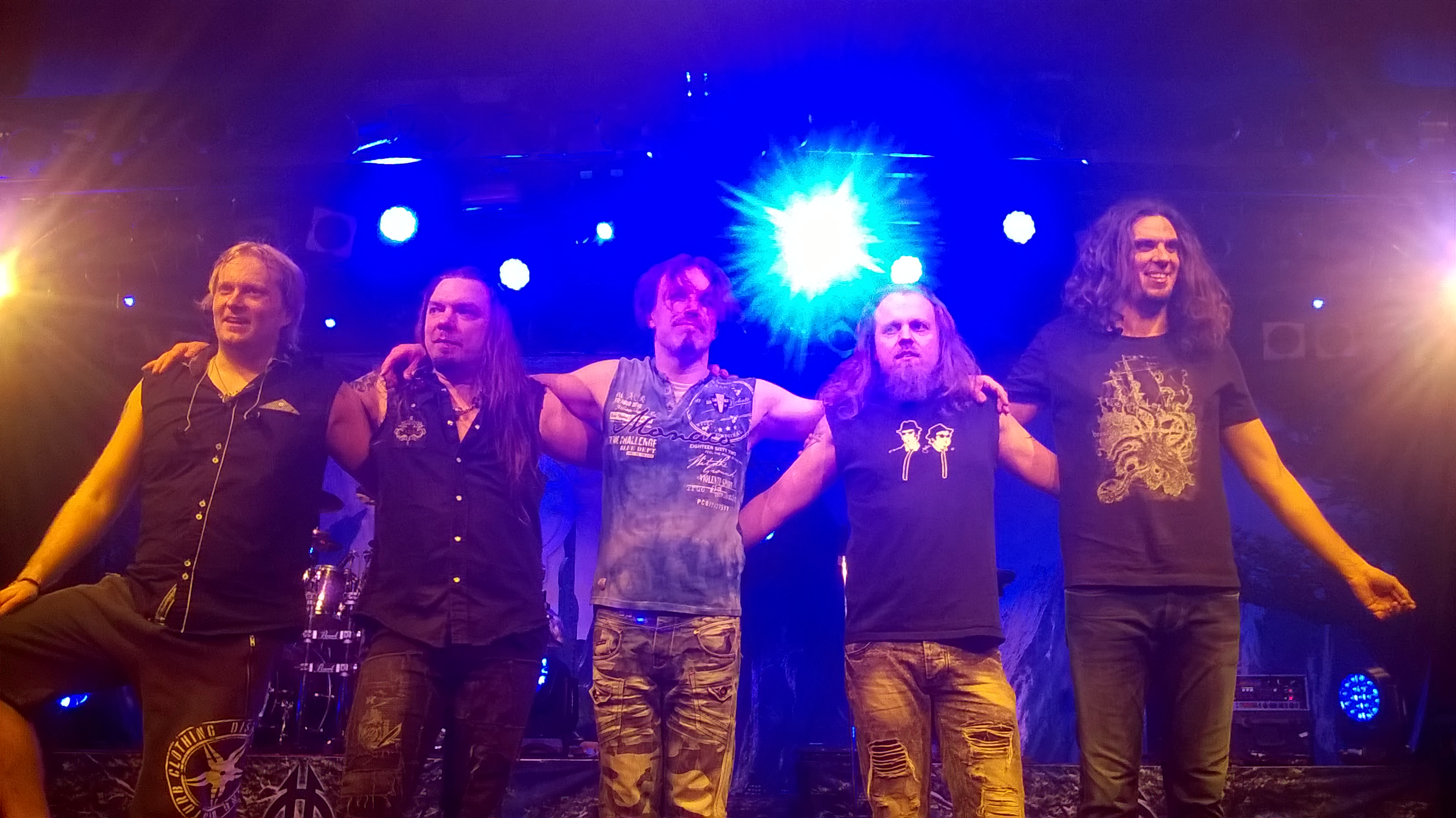
Sonata Arctica, 2017 a Monaco di Baviera

Il 18 maggio 2012 esce in Europa il loro settimo album in studio Stones Grow Her Name. L'album è entrato subito alla prima posizione nelle classifiche musicali finlandesi. Il primo singolo e video I Have a Right è stato pubblicato il 18 aprile, il secondo singolo estratto dall'album Shitload of Money è stato pubblicato il 14 settembre. Il 30 agosto 2013 è infine uscito l'ultimo singolo dell'album con Alone in Heaven.
A giugno 2013 iniziano a circolare le prime voci sulla preparazione dell'ottavo album in studio della band. Nel frattempo, il 26 agosto 2013 la band annuncia il ritiro del bassista Marko Paasikoski, sostituito da Pasi Kauppinen. Il 9 gennaio 2014 viene annunciata la data ufficiale dell'uscita dell'ottavo album in studio, intitolato Pariah's Child, fissata al 28 marzo 2014; Tony Kakko ha definito l'album come «un ritorno ai "vecchi" Sonata rispetto alle sonorità e ai testi».

### The Ninth Hour(2016)
Il 21 luglio 2016 il gruppo annuncia la pubblicazione del nono album in studio The Ninth Hour, prevista per il 7 ottobre 2016. Il 12 agosto 2016 vengono pubblicati il primo singolo, Closer to an Animal, e l'elenco delle tracce del nuovo album. Il 23 settembre viene pubblicato il secondo singolo Life.

### Talviyö(2019)
Il 21 giugno 2019 viene annunciata la pubblicazione del decimo album in studio della band finlandese, Talviyö. Lo stesso giorno viene anche pubblicato il primo singolo, A Little Less Understanding. L'album, come preannunciato dalla band, esce il 6 settembre 2019.

### Clear Cold Beyond(2023-presente)
Il 12 ottobre 2023, il gruppo pubblica il singolo First In Line, il primo singolo antecedente all'album Clear Cold Beyond, che sarà pubblicato l'8 marzo 2024 dalla Atomic Fire Records. Il secondo singolo, A Monster Only You Can't See, verrà pubblicato l'8 dicembre 2023.

## Formazione

### Formazione attuale
- Tony Kakko – voce (1995-presente)
- Tommy Portimo – batteria (1995-presente)
- Henrik Klingenberg – tastiera (2003-presente)
- Elias Viljanen – chitarra (2007-presente)
- Pasi Kauppinen – basso (2013-presente)

### Ex componenti
- Pentti Peura – basso (1996-1999)
- Janne Kivilahti – basso (1999-2000)
- Mikko Härkin – tastiera (2000-2002)
- Jani Liimatainen – chitarra (1996-2007)
- Marko Paasikoski – basso (2000-2013)

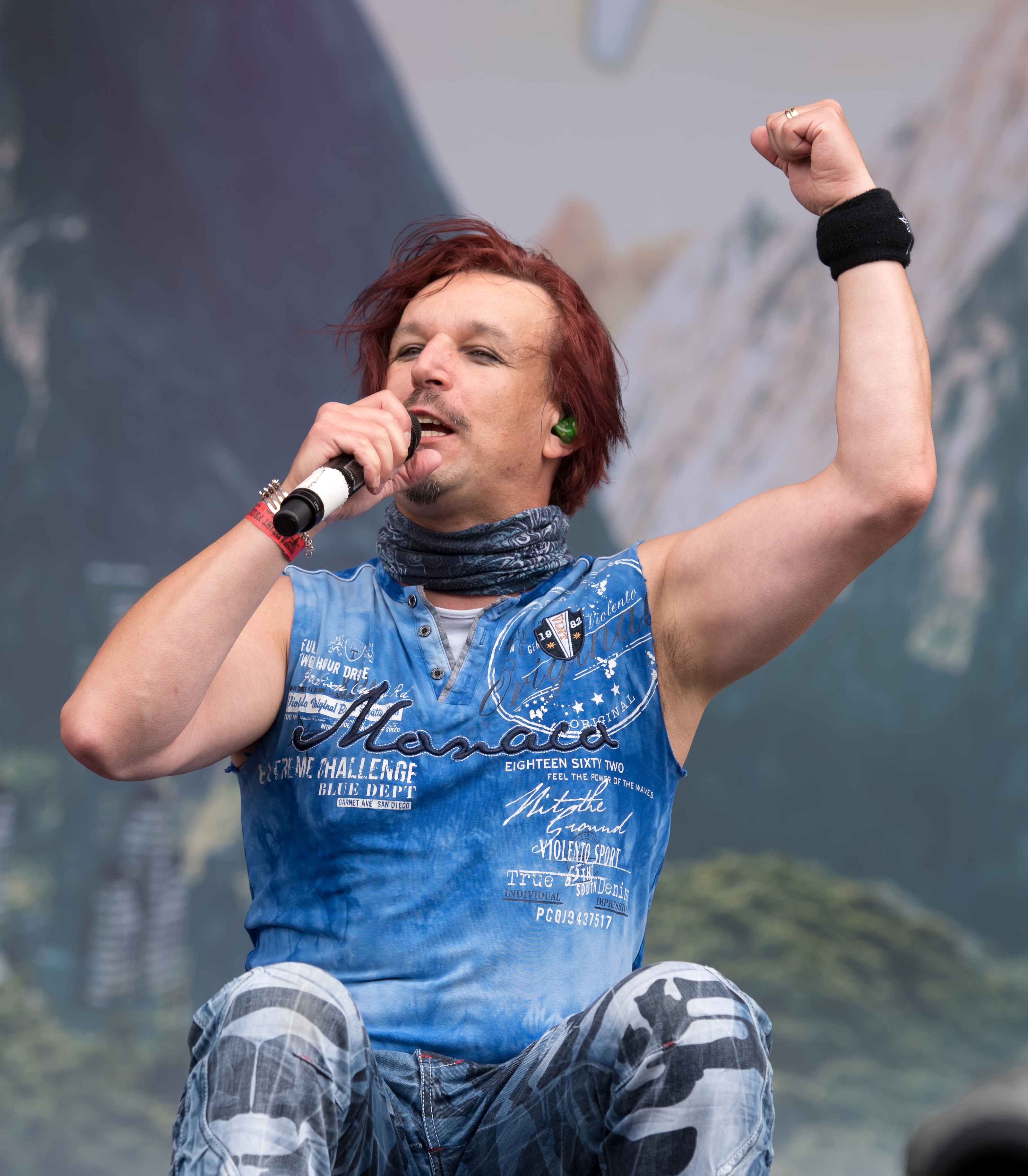
Tony Kakko
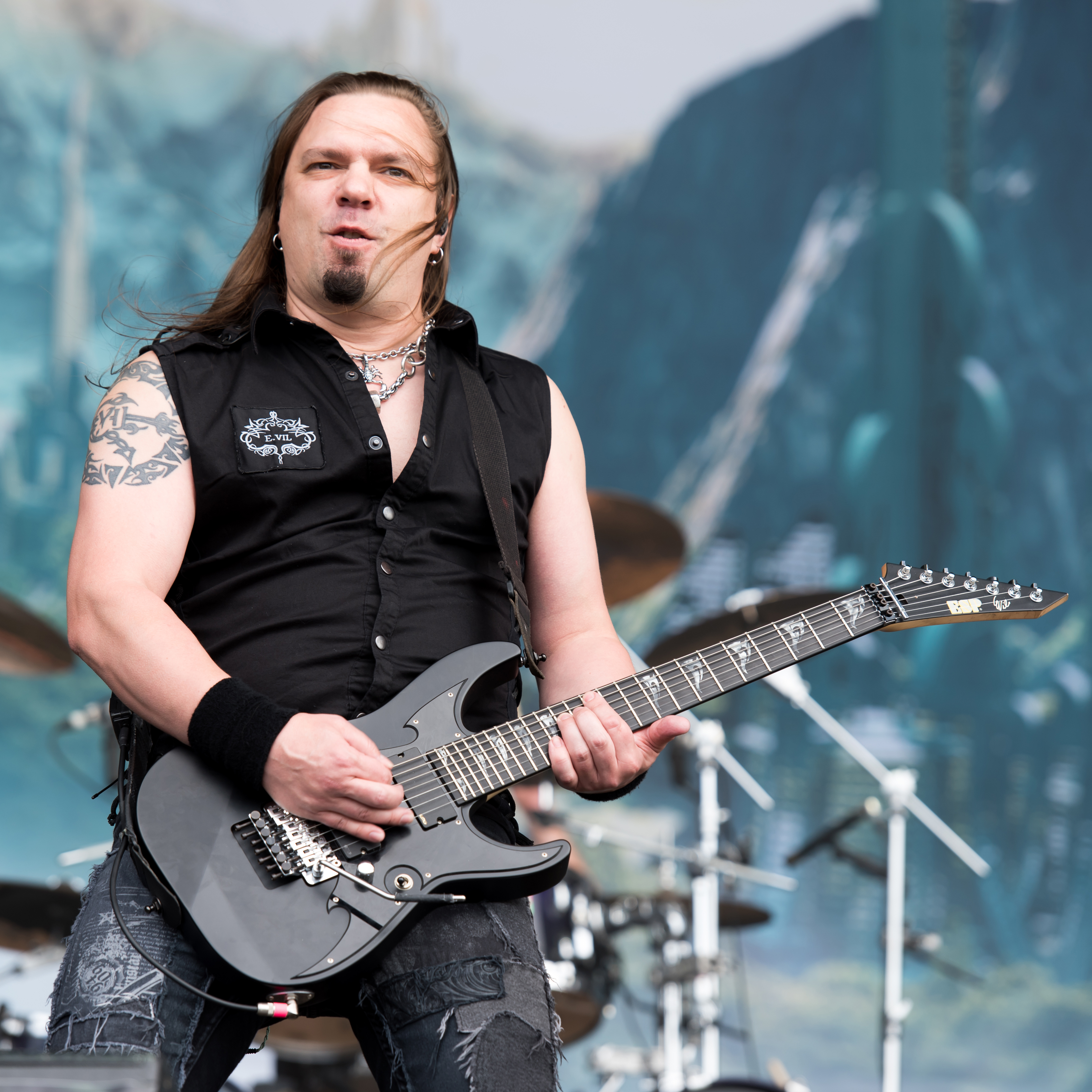
Elias Viljanen
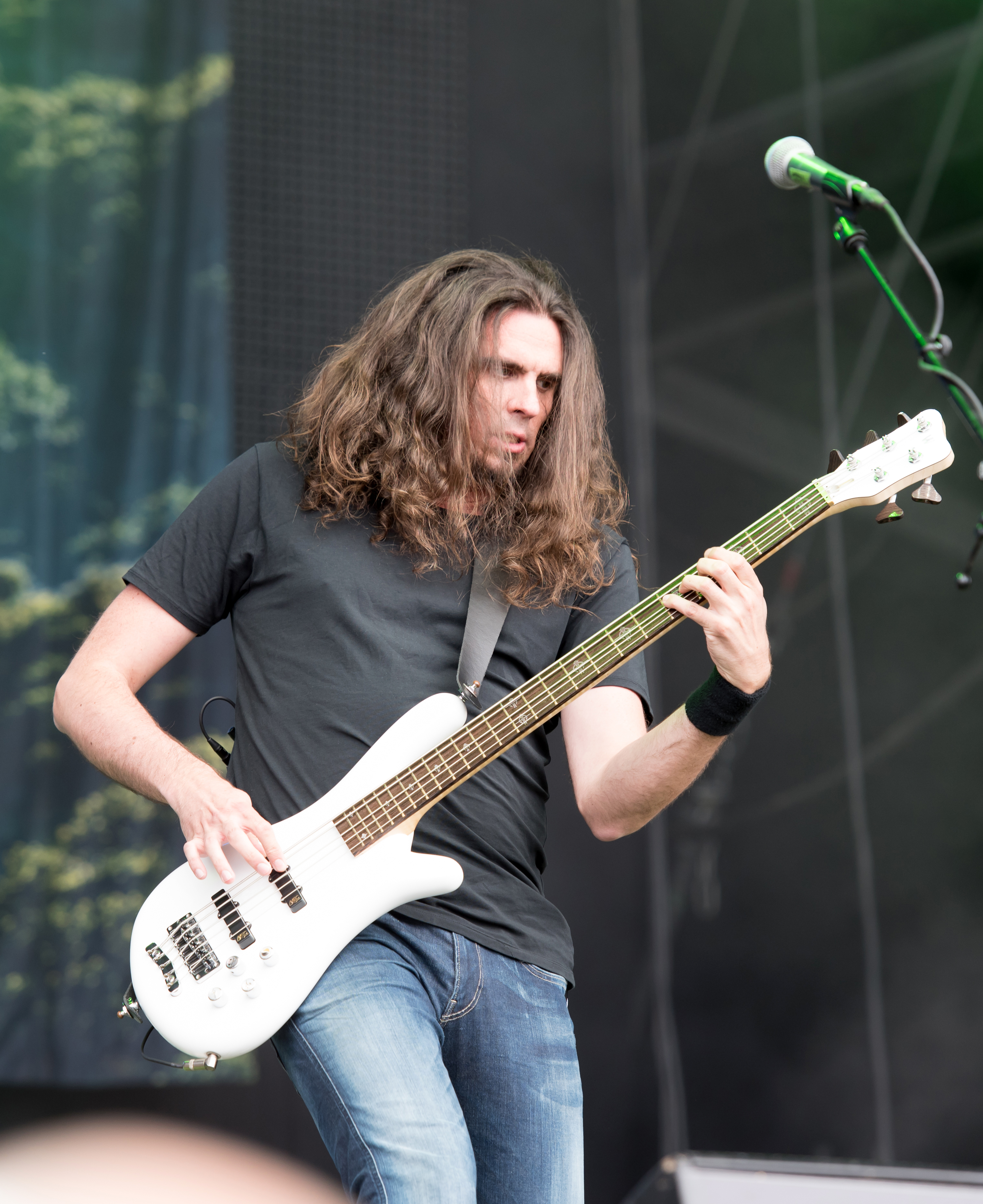
Pasi Kauppinen
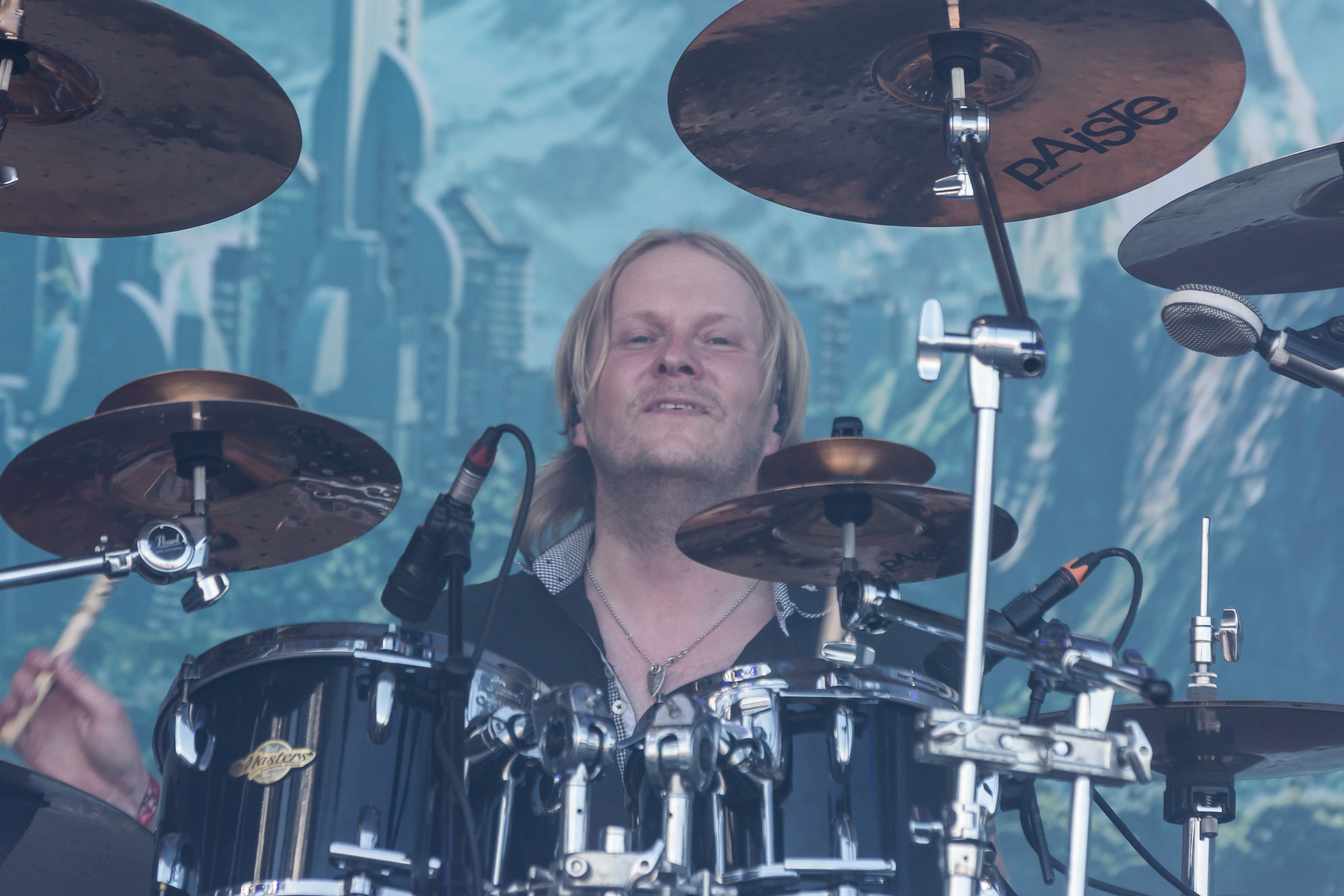
Tommy Portimo
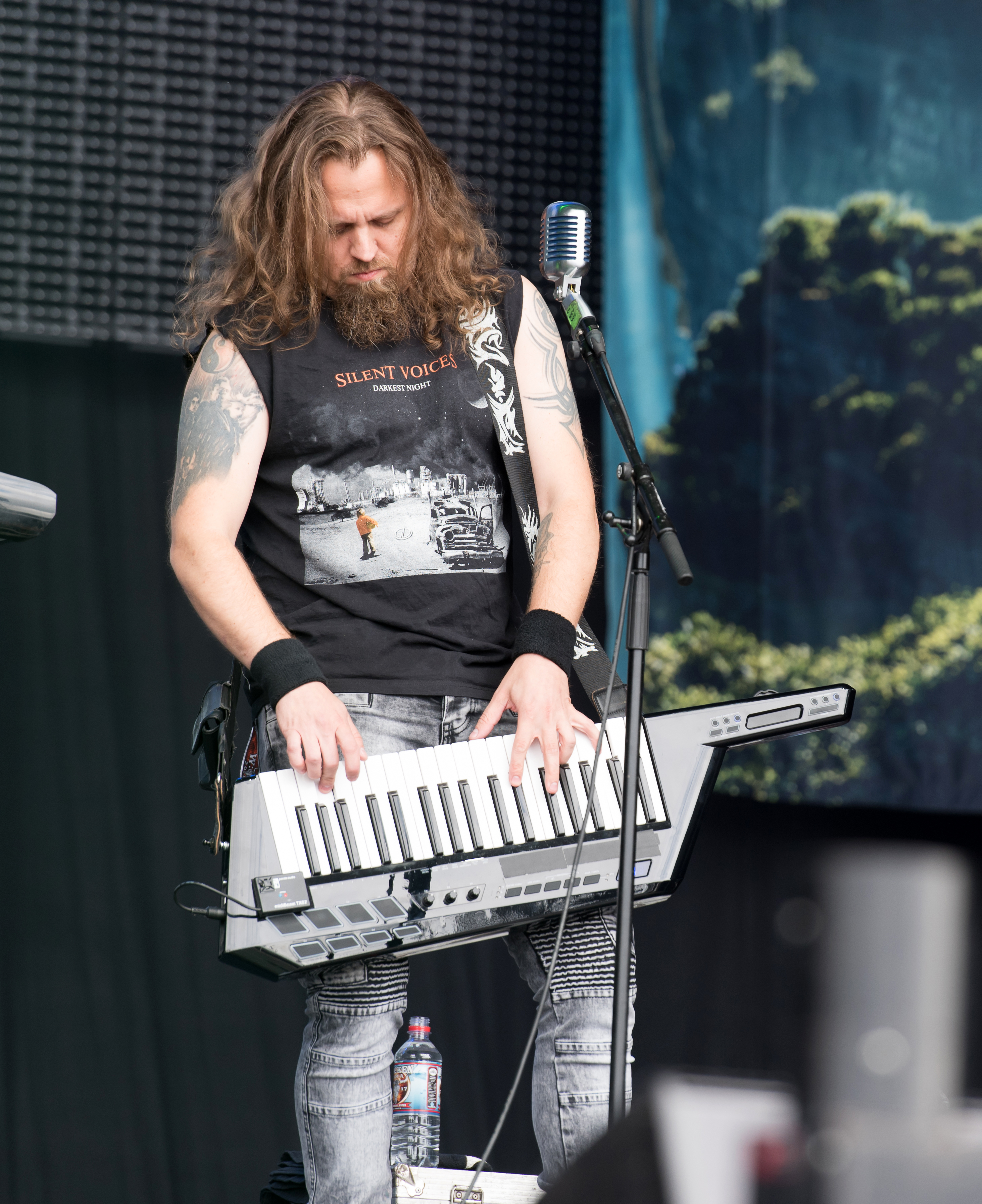
Henrik Klingenberg

## Discografia

### Album in studio
- 1999 – Ecliptica
- 2001 – Silence
- 2003 – Winterheart's Guild
- 2004 – Reckoning Night
- 2007 – Unia
- 2009 – The Days of Grays
- 2012 – Stones Grow Her Name
- 2014 – Pariah's Child
- 2016 – The Ninth Hour
- 2019 – Talviyö
- 2024 – Clear Cold Beyond

## Videografia

### Album musicali
- For the Sake of Revenge
- Live in Finland

### Video musicali
- Wolf & Raven (2001)
- Broken (live) (2003)
- Don't Say a Word (2004)
- Paid in Full (2007)
- Flag in the Ground (2009)
- The Last Amazing Grays (live) (2011)
- I Have a Right (2012)
- Shitload of Money (2012)
- Alone in Heaven (2013)
- The Wolves Die Young (2014)
- Love (2014)
- Life (2016)
- Cold (2019)
- Who Failed The Most (2019)
- For The Sake Of Revenge (2022)